# Contour de Hankel

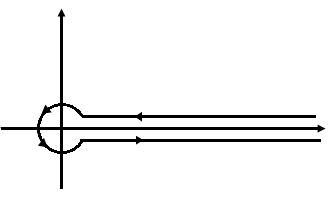
Un chemin du contour de Hankel, parcouru dans le sens positif.

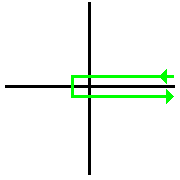
Une version du contour de Hankel qui consiste simplement en une image linéaire symétrique sur l'axe réel.

En mathématiques, un contour de Hankel est un chemin dans le plan complexe qui s'étend de (+∞,δ), autour de l'origine dans le sens inverse des aiguilles d'une montre et revient à (+∞, − δ), où δ est un nombre positif arbitrairement petit. Le contour reste donc arbitrairement proche de la droite réelle mais sans le croiser sauf pour des valeurs négatives de x. Le contour de Hankel peut également être représenté par un chemin qui a une image symétrique juste au-dessus et en dessous de l'axe réel, connecté à un cercle de rayon ε, centré à l'origine, où ε est un nombre arbitrairement petit. Les deux parties linéaires du contour sont dites à une distance de δ de l'axe réel. Ainsi, la distance totale entre les parties linéaires du contour est de 2δ. Le contour est parcouru dans le sens orienté positivement, ce qui signifie que le cercle autour de l'origine est parcouru dans le sens inverse des aiguilles d'une montre.
Le principe général est que δ et ε sont infiniment petits et que le contour d'intégration n'enveloppe aucun point non analytique de la fonction à intégrer, sauf éventuellement en zéro. Dans ces conditions, conformément au théorème de Cauchy, la valeur de l'intégrale est indépendante de δ et ε. Habituellement, l'opération consiste à calculer d'abord l'intégrale pour des valeurs non nulles de δ et ε, puis à les faire tendre vers 0.
Le contours de Hankel est utilisé dans les méthodes de calcul d'intégration de contour. Ce type de chemin pour les intégrales de contour a été utilisé explicitement pour la première fois par Hermann Hankel dans ses recherches sur la fonction gamma, bien que Riemann l'ait déjà implicitement utilisé dans son article sur la fonction zêta de Riemann en 1859.
Le contour de Hankel est utilisé pour évaluer des intégrales telles que la fonction Gamma, la fonction zêta de Riemann et d'autres fonctions de Hankel (qui sont des fonctions de Bessel du troisième type),.

## Principes généraux
Le contour de Hankel, dans sa forme générale, est toujours divisé en 3 chemins partiels :

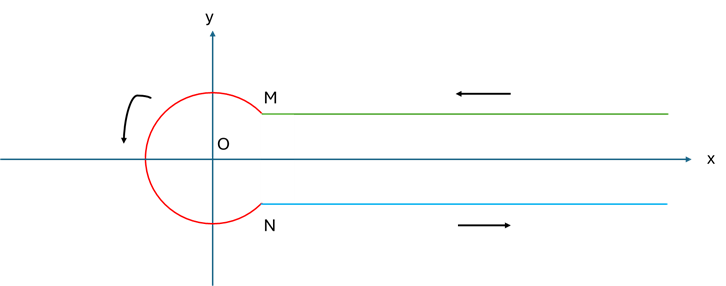
Contour de Hankel en sections colorées

L'intégration doit être effectuée sur la demi-droite verte au-dessus de l'axe Ox depuis l'infini à droite jusqu'au point M, puis en suivant la partie du cercle rouge dans le sens inverse des aiguilles d'une montre jusqu'au point N et enfin sur la demi-droite bleue sous l'axe Ox de la gauche jusqu'à l'infini à droite. M (et tout l'axe horizontal à sa droite) a une partie complexe iδ. Inversement, N (et tout l'axe à sa droite) a la partie complexe -iδ. L'intégrale est donc calculée séparément le long de chaque chemin avant de les additionner.

## Applications

### Fonction gamma
Le contour de Hankel est utile pour exprimer et résoudre la fonction gamma dans le plan {\displaystyle t} complexe. La fonction gamma peut être définie pour toute valeur complexe du plan si l'on évalue l'intégrale le long du contour de Hankel. Ce dernier est particulièrement utile pour exprimer la fonction Gamma pour toute valeur complexe, car les extrémités du contour s'annulent, ce qui permet de satisfaire à la propriété fondamentale de la fonction gamma, qui stipule {\displaystyle \Gamma (z+1)=z\Gamma (z)}.

#### Dérivation de l'expression intégrale de contour de la fonction gamma
Le contour de Hankel peut être utilisé pour aider à dériver une expression pour la fonction Gamma, basée sur la propriété fondamentale {\displaystyle \Gamma (z+1)=z\Gamma (z)}. On suppose un ansatz de la forme {\displaystyle \Gamma (z)=\int _{C}f(t)t^{z-1}\,\mathrm {d} t}, où {\displaystyle C} est le contour de Hankel.
En insérant cet ansatz dans la propriété fondamentale et en intégrant par parties du côté droit, on obtient {\displaystyle \int _{C}f(t)t^{z}\,\mathrm {d} t=[t^{z}f(t)]-\int _{C}t^{z}f'(t)\,\mathrm {d} t.}
Ainsi, en supposant {\displaystyle f(t)} tende vers 0 suffisamment rapidement pour que {\displaystyle t^{z}f(t)} disparaisse aux extrémités du contour de Hankel, {\displaystyle \int _{C}t^{z}(f(t)+f'(t))\,\mathrm {d} t=0\implies f(t)+f'(t)=0.}
La solution de cette équation différentielle est {\displaystyle f(t)=A\mathrm {e} ^{-t}.} Alors que {\displaystyle A} est une constante par rapport à {\displaystyle t}, {\displaystyle A} peut néanmoins être une fonction de {\displaystyle z}. En substituant {\displaystyle f(t)} dans l'intégrale originale, on obtient alors {\displaystyle \Gamma (z)=A(z)\int _{C}\mathrm {e} ^{-t}(-t)^{z-1}\,\mathrm {d} t,} où le signe moins est présent {\displaystyle (-t)^{z-1}} est comptabilisé en absorbant un facteur {\displaystyle (-1)^{z-1}} dans la définition de {\displaystyle A(z)}.
On note {\displaystyle I_{c}=\int _{C}\mathrm {e} ^{-t}(-t)^{z-1}\,\mathrm {d} t}. On a alors :
{\displaystyle \Gamma (z)=A(z)I_{c}}
Comme indiqué ci-dessus, l'intégrale IC sur l'ensemble du contour C est la somme de trois intégrales :
- Celle sur la demi-droite ]+∞, M] de la partie imaginaire +iδ qui sera appelé {\displaystyle I_{\delta }^{+}}
- Celle sur le cercle partiel entre M et N qui sera appelé Iε
- Celle sur la demi-droite [N , +∞[ de la partie imaginaire –iδ qui sera appelé {\displaystyle I_{\delta }^{-}}

Iε peut être rejetée car elle tend vers 0 lorsque ε tend vers 0.
Pour {\displaystyle I_{\delta }^{+}} et {\displaystyle I_{\delta }^{-}}, l'expression {\displaystyle (-t)^{z-1}} sera mis sous la forme {\displaystyle \mathrm {e} ^{(z-1)\operatorname {Log} (-t)}}.
Tout complexe c peut être écrit comme ρ cos(θ) + i sin(θ), ou ρ eiθ avec ρ réel positif ou nul et θ réel. Si l'on exige que θ soit compris entre –π (non inclus) et +π, θ est unique si c est non nul. θ est appelé l'argument du complexe c et ρ est son module (unique dans tous les cas). Le logarithme complexe de c est défini comme étant égal à log(ρ) + iθ, log(ρ) étant le logarithme réel usuel et θ appartenant à ]–π, π].
On calcule d'abord {\displaystyle I_{\delta }^{-}}. La variable t sur le segment [N, +∞[ peut être paramétrée par sa partie réelle x. La partie réelle de N sera notée x(δ). Ce réel tend vers 0 lorsque δ et ε tendent vers 0.
{\displaystyle {\begin{aligned}I_{\delta }^{-}&=\int _{x(\delta )}^{+\infty }\mathrm {e} ^{-t}(-t)^{z-1}\,\mathrm {d} t\\&=\int _{x(\delta )}^{+\infty }\mathrm {e} ^{-t}\mathrm {e} ^{(z-1)\operatorname {Log} (-t)}\,\mathrm {d} t\end{aligned}}}
avec t = x – iδ sur le segment bleu sous l'axe des abscisses. Comme indiqué précédemment, on peut l'écrire ainsi : {\displaystyle \rho (t)\mathrm {e} ^{\mathrm {i} \theta (t)}} avec θ(t) appartenant à ]+π, π].
En fait, θ(t) appartient à ]–π/2, 0] puisque t est situé dans le quadrant inférieur droit du plan complexe. Pour passer de t à –t, il faut ajouter ou soustraire π à θ(t). Puisque l'argument de –t doit être compris entre -π (non inclus) et +π, pour respecter la définition du logarithme complexe, il faut ajouter π à θ(t).
Ainsi, en remplaçant t par x – iδ :
{\displaystyle I_{\delta }^{-}=\int _{x(\delta )}^{+\infty }\mathrm {e} ^{-x+\mathrm {i} \delta }\mathrm {e} ^{(z-1)(\operatorname {Log} (x-\mathrm {i} \delta )+\mathrm {i} \pi )}\,\mathrm {d} x}
Pour {\displaystyle I_{\delta }^{+}}, le segment ]+∞, M] peut être paramétré par x avec t = x + iδ. Si l'on intègre entre M et l'infini, on obtient l'inverse de l'intégrale recherchée puisque le segment est orienté dans l'autre sens.
Donc, {\displaystyle I_{\delta }^{+}=-\int _{x(\delta )}^{+\infty }\mathrm {e} ^{-t}\mathrm {e} ^{(z-1)\mathrm {Log} (-t)}\,\mathrm {d} t}
Cette fois, t étant situé dans le quadrant supérieur droit du plan complexe, il faut supprimer π de son argument pour obtenir –t afin d'être dans l'intervalle de valeurs du logarithme complexe. On a donc :
{\displaystyle I_{\delta }^{+}=-\int _{x(\delta )}^{+\infty }\mathrm {e} ^{-x-\mathrm {i} \delta }\mathrm {e} ^{(z-1)(\operatorname {Log} (x+\mathrm {i} \delta )-\mathrm {i} \pi )}\,\mathrm {d} x}
Lorsque δ tend vers 0, {\displaystyle I_{c}=I_{\delta }^{+}+I_{\delta }^{-}} devient :
{\displaystyle I_{c}=-\int _{0}^{+\infty }\mathrm {e} ^{-x}\mathrm {e} ^{(z-1)(\operatorname {Log} (x)-\mathrm {i} \pi )}\,\mathrm {d} x+\int _{0}^{+\infty }\mathrm {e} ^{-x}\mathrm {e} ^{(z-1)(\operatorname {Log} (x)+\mathrm {i} \pi )}\,\mathrm {d} x}
qu'on peut factoriser en :
{\displaystyle I_{c}=\left[-\mathrm {e} ^{-\mathrm {i} \pi (z-1)}+\mathrm {e} ^{+\mathrm {i} \pi (z-1)}\right]\int _{0}^{+\infty }\mathrm {e} ^{-x}\mathrm {e} ^{(z-1)\operatorname {Log} (x)}\,\mathrm {d} x}
Or, {\displaystyle -\mathrm {e} ^{-\mathrm {i} \pi (z-1)}+\mathrm {e} ^{\mathrm {i} \pi (z-1)}=-2\mathrm {i} \sin(\pi z)}, et {\displaystyle \int _{0}^{+\infty }\mathrm {e} ^{-x}\mathrm {e} ^{(z-1)\operatorname {Log} (x)}\mathrm {d} x=\int _{0}^{+\infty }\mathrm {e} ^{-x}x^{z-1}\mathrm {d} x=\Gamma (z)}
Donc, on a : {\displaystyle I_{c}=-2\mathrm {i} \sin(\pi z)\Gamma (z)}
mais en même temps (voir définition de {\displaystyle I_{c}} au-dessus de) : {\displaystyle \Gamma (z)=A(z)I_{c}}
donc, {\displaystyle A(z)={\frac {1}{-2\mathrm {i} \sin(\pi z)}}={\frac {\mathrm {i} }{2\sin(\pi z)}}}
Ensuite, en intégrant le long du contour de Hankel, l'expression intégrale du contour de la fonction gamma est devenue {\displaystyle \Gamma (z)={\frac {\mathrm {i} }{2\sin {\pi z}}}\int _{C}\mathrm {e} ^{-t}(-t)^{z-1}\,\mathrm {d} t}

### Autres fonctions spéciales
On peut également démontrer l'égalité suivante pour la fonction zêta de Riemann et la fonction zêta de Hurwitz :
{\displaystyle \zeta (z)={\frac {\Gamma (1-z)\sin(\pi z)}{\pi }}\int _{C}{\frac {(-t)^{z-1}}{\mathrm {e} ^{t}-1}}\,\mathrm {d} t\ ,\ \zeta (z,a)={\frac {\Gamma (1-z)\sin(\pi z)}{\pi }}\int _{C}{\frac {(-t)^{z-1}\mathrm {e} ^{-at}}{\mathrm {e} ^{t}-1}}\,\mathrm {d} t.}
On peut déduire de cette égalité plusieurs valeurs particulières, comme ses zéros non triviaux.
On a également pour la fonction digamma:
{\displaystyle \psi (z)={\frac {1}{2\mathrm {i} \pi }}\int _{C}\left({\frac {\mathrm {e} ^{t}}{t}}+{\frac {\mathrm {e} ^{st}}{1-\mathrm {e} ^{t}}}\right)\operatorname {Log} (t)\,\mathrm {d} t={\frac {\Gamma (z)}{2\mathrm {i} \pi }}\int _{C}t^{-z}\mathrm {e} ^{t}\operatorname {Log} (t)\,\mathrm {d} t.}